# NGC 4022
NGC 4022 est une galaxie lenticulaire située dans la constellation de la Chevelure de Bérénice. NGC 4022 a été découverte par l'astronome irlando-danois John Dreyer en 1878.

## Caractéristiques
Sa vitesse par rapport au fond diffus cosmologique est de 4 659 ± 22 km/s, ce qui correspond à une distance de Hubble de 68,7 ± 4,8 Mpc (∼224 millions d'al).

### Classification
La classification par la base de données HyperLeda semble la plus complète, car un anneau et une barre sont clairement visibles sur l'image obtenue des données de l'étude SDSS. 

## Groupe de NGC 4007
Selon un article publié par Abraham Mahtessian en 1998, NGC 4022 fait partie d'un petit groupe de galaxies de cinq membres, le groupe de NGC 4007, la galaxie la plus brillante du groupe (désignée comme NGC 4005 dans l'article). Les autres galaxies du groupe sont NGC 3987, NGC 3997, NGC 4005 et NGC 4015.
Quatre galaxies de ce groupe sont aussi mentionnées dans un article publié en 1993 par A.M. Garcia, soit NGC 3987, NGC 4005 et NGC 4022 dans le groupe de NGC 3987 ainsi que NGC 3997 dans le groupe qui porte son nom.
On retrouve douze galaxies dans ces trois groupes. Les galaxies des trois groupes décrits par ces deux auteurs sont toutes situées à des distances assez semblables de la Voie lactée, de 68,6 à 78,7 Mpc. Leur appartenance à l'un ou l'autre des groupes peut donc varier et elle dépend des critères de regroupement utilisés par les auteurs.